# Syn
En la mitología nórdica, Syn o Sygn (en nórdico antiguo negativa) era una diosa invocada por los acusados en un juicio, y una sirviente de Frigg. Diosa de la vigilancia y la verdad, es la guardiana del umbral que previene el acceso a quienes no pertenecen allí.
Syn está atestiguada en la Prosa Edda, escrita en el siglo XIII por Snorri Sturluson así: "la undécima Syn, que cuida la puerta de la casa y se la cierra a los que no deben entrar, y en el consejo ella se encarga de la defensa contra las acusaciones que quiere rechazar como falsas; por eso existe el dicho de que presenta un syn el hombre que demuestra la falsesad de una acusación".
Su nombre aparece también en kennings empleados en poesía escalda. Los eruditos han propuesto teorías sobre las implicaciones de esta deidad.